# Waldau (Bernburg)

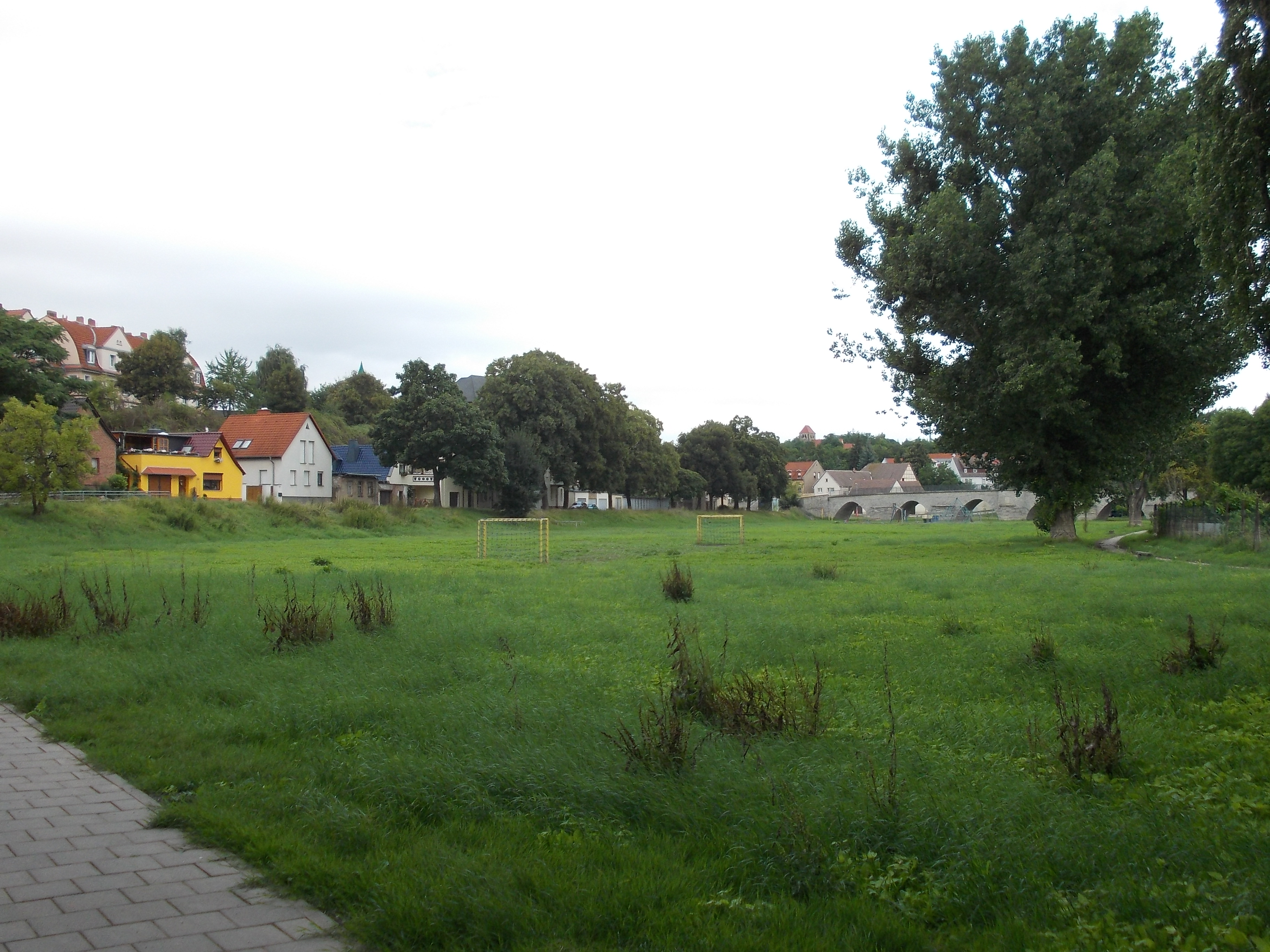
Waldauer Anger

Waldau ist ein Stadtteil von Bernburg (Saale) im Salzlandkreis in der Magdeburger Börde in Sachsen-Anhalt.

## Lage

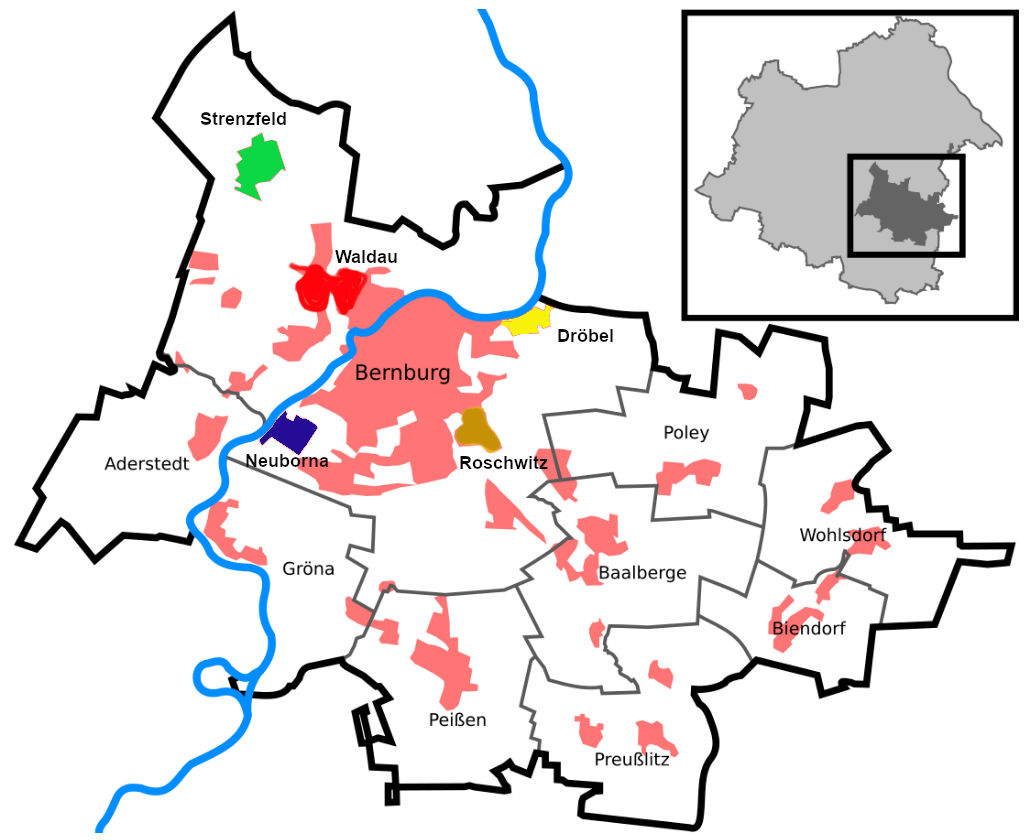
Stadtteil Waldau (dunkelrote Markierung) von Bernburg (Saale)

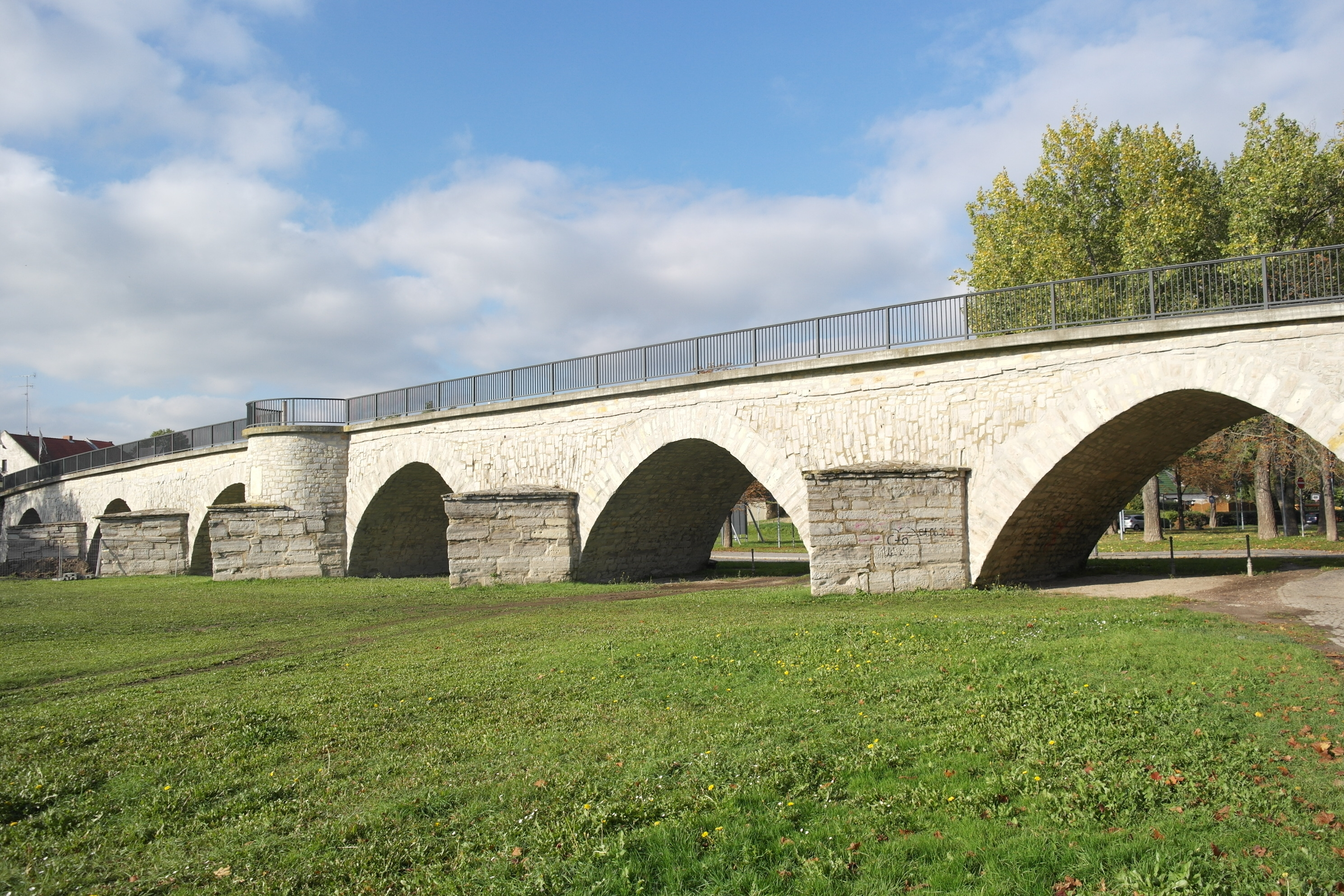
Waldauer Flutbrücke

Waldau, als Stadtteil von Bernburg, liegt direkt an der L 50 und der A 14 Richtung Magdeburg am linken Ufer der Saale, gegenüber der Bernburger Bergstadt.

## Namensherkunft
Belegte Namensformen sind u. a. 806 Waladala, 1049 Waladal und 1207 Waledalen. Dieser Name setzt sich wahrscheinlich aus den altsächsischen Worten wal (auch: wel) für 'Sumpfloch, Wasserloch, Kolk, Pfuhl' und dal für 'Tal' zusammen. In Waldau begann der Übergang in die Saaleaue, ein damals sehr breites, morastiges Flusstal.

## Geschichte
Waldau ist vermutlich der älteste besiedelte Teil der heutigen Stadt Bernburg. Im Jahre 782 lag hier ein fränkischer Königshof.  782 wurde auf dem Reichstag zu Lippspringe  das damalige Sachsen in fränkische Grafschaften aufgeteilt und damit Teil des Frankenreichs.
Eine weitere urkundliche Erwähnung stammt aus dem Jahr 806, in der Waldau als Waladala in der Chronik des Klosters Moissac (heute in der Bibliothèque nationale de France in Paris) bezeichnet wird. Dort wird in der Handschrift der Monumenta Germaniae Historica (MGH SS II S. 257 ff.) berichtet:
Zitat: „Kaiser Karl feierte Ostern in Nimwegen, und schickte seinen Sohn den König Karl nach Thüringen zu einem Ort, der Waladala genannt wird, und dort hielt er seine Heerschau ab. Und von dort schickte er seine Heerscharen über die Elbe; er selbst zog über die Saale ins Guerenaveldo. Und dann wurde der stolze König Milito, der im Gebiet der Sorben herrschte, getötet; und später kehrte er zur Elbe zurück; und er verwüstete jene Landstriche, und zerstörte deren Burgen. Und die übrigen Könige ebendieser kamen zu ihm, und versprachen, dem Herrn und gottesfürchtigen Kaiser zu dienen, und stellten Geiseln nach seinem Willen. Und diesen trug König Karl auf, zwei Burgen zu errichten, die eine nördlich der Elbe gegenüber Magdeburg, die andere östlich der Saale an einem Ort, der Halle genannt wird; darauf kehrte er zu seinem Vater zurück.“
964 wird erstmals eine Kirche in Waldau genannt, welche damals zur 959 durch Gero gegründeten Memorial-Stiftung Gernrode gehörte.
Im Jahr 1239 ist dann erstmals eine Saalebrücke erwähnt. Diese wurde 1408 durch Eis und Hochwasser zerstört und deswegen an geeigneterer Stelle neu errichtet. Diese wurde abermals 1595 durch eine Flut vernichtet und wieder aufgebaut. Die im Dreißigjährigen Krieg 1644 über die Saale führende und zerstörte Waldauer Holzbrücke wurde 1787 als Brücke aus Stein wieder aufgebaut. Waldau kam 1871 durch Eingemeindung zu Bernburg.

## Sehenswürdigkeiten und Naherholung

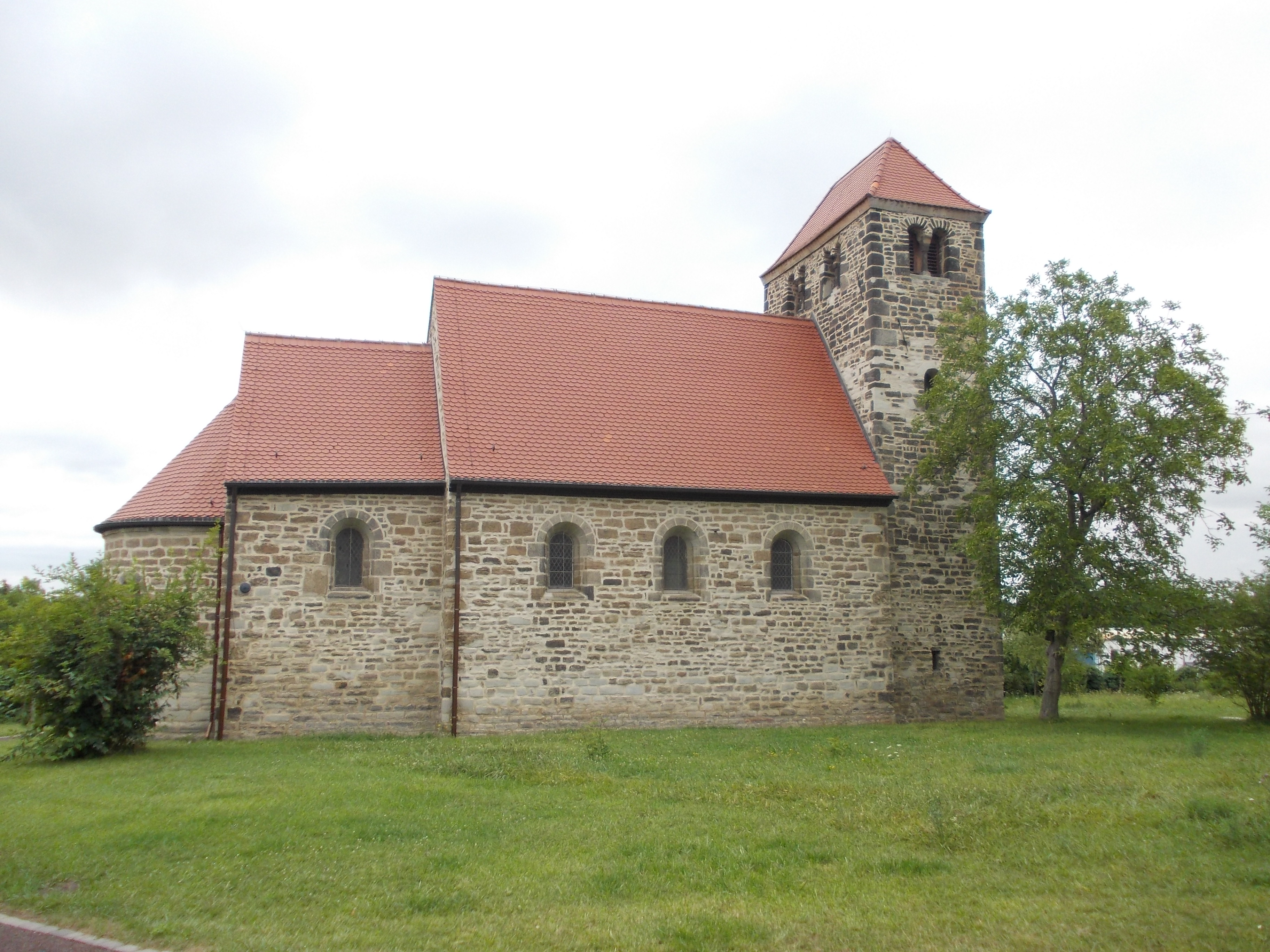
Romanische Dorfkirche St. Stephani

Mehrere Sehenswürdigkeiten der Stadt Bernburg befinden sich auf Waldauer Gebiet:
- Kloster,
- Waldauer Flutbrücke,
- Keßlerturm,
- Waldauer Dorfkirche „St. Stephan“ stammt vom Ende des 12. Jahrhunderts und stellt damit die älteste romanische Kirche dieser Art in Sachsen-Anhalt dar. Sie besitzt eine halbrunde Apsis und einen quadratischer Chor mit rechteckigem Kirchenschiff sowie einen eckigen Turm. Zwei frühromanische Grabplatten befinden sich in den Türlaibungen des Turms. Die Kirche ist eine Station an der Straße der Romanik

Darüber hinaus befindet sich in Waldau auch die 1893 erbaute, heute aber verfallene neogotische Kirche Waldau.
Waldau grenzt an die Naherholungsgebiete Krumbholz und Saaleaue im Naturpark Unteres Saaletal.